# Teobaldo di Vienne
Teobaldo (Tolvon, ... – Vienne, 21 maggio 1001) è stato vescovo di Vienne. Il suo culto come santo è stato confermato da papa Pio X nel 1903.

## Biografia
Nacque a Tolvon da nobile famiglia imparentata con la casa di Borgogna; aveva vincoli di parentela anche con Teobaldo di Provins e, attraverso la nonna Tiberga, con il vescovo di Vienne Sobono.
Entrò nello stato ecclesiastico dopo la morte dei genitori, donando tutti i suoi beni ai poveri.
Essendo la sede vescovile vacante da otto anni per contrasti tra clero e aristocrazia, il re di Francia intervenne per far eleggere Teobaldo come nuovo vescovo di Vienne: fu consacrato un 8 marzo, forse del 957.
Resse anche l'abbazia di Saint-Barnard-de-Romans.
Il suo nome compare in numerosi documenti datati tra il 970 e il 999; intervenne ai concili di Anse del 990, riguardante i beni dell'abbazia di Cluny, e del 994, circa la disciplina del clero.

## Culto
Esisteva un resoconto della traslazione delle sue reliquie da Vienne a Saint-Cluf ma tale documento del Seicento, già conservato a Grasse e studiato dai bollandisti, è andato disperso.
Il suo culto come santo fu confermato da papa Pio X con decreto del 9 dicembre 1903.
Il suo elogio si legge nel Martirologio romano al 21 maggio.